# Casimiro Mondino
Casimiro Mondino (Torino, 21 aprile 1859 – Pavia, 20 novembre 1924) è stato un medico italiano.

## Biografia
Figlio di Alessandro Mondino e Adelaide Lanteri, frequentò il liceo classico Vincenzo Gioberti e si iscrisse nel 1877 alla Facoltà di Medicina e Chirurgia della Regia Università degli Studi di Torino: in questo periodo seguì le lezioni di anatomia di Carlo Giacomini e quelle di patologia generale di Giulio Bizzozero; nel 1882 mandò un proprio studio sulla circolazione del sangue nel cervello all'Accademia di medicina di Torino. Si laureò il 4 luglio 1883 con una tesi dal titolo "Sarcoma del talamo ottico".
Nominato immediatamente dopo la laurea direttore del laboratorio anatomo-patologico del manicomio di Torino, dove poté condurre studi di angiologia, ematologia, neuropatologia e anatomia del sistema nervoso, quest'ultima in particolare grazie alla collaborazione avviata con Camillo Golgi, professore dell'Università degli Studi di Pavia, a una nuova tipologia di colorazione delle cellule nervose e all'analisi dell'infiammazione del cervello. Su invito di Golgi, Mondino si stabilì per un breve periodo nel 1884 nel laboratorio di Pavia, dove si interessò allo studio della struttura delle fibre nervose periferiche, confermando con un proprio lavoro sperimentale i risultati degli studi svolti da Golgi e dall'assistente universitario Giulio Rezzonico sugli imbuti cornei.
Nel 1886 partecipò al premio della fondazione Fossati bandito dal Regio istituto lombardo di scienze e lettere consegnando un lavoro sperimentale sulle "Ricerche macro e microscopiche sull'anatomia dell'encefalo umano": la commissione, composta da Andrea Verga, Serafino Biffi e Golgi — che doveva scegliere fra Vittorio Marchi, Lorenzo Tenchini, Livio Vincenzi e appunto Mondino —, assegnò a quest'ultimo, in quel momento libero docente di istologia normale e patologica alla Regia Università di Torino, il primo premio di 2000 lire.
Grazie a Golgi, nel 1887 Mondino venne designato professore straordinario di istologia nella Regia Università di Palermo, dove aprì un laboratorio di istologia normale, frequentato da studenti quali Luigi Sala, Vincenzo Acquisto, Ernesto Lugaro ed Ercole Pusateri. Nel 1888 pubblicò con Giorgio Rattone uno studio "Sulla circolazione del sangue nel fegato".
Nel 1895 la cattedra di clinica delle malattie nervose e mentali rimase scoperta e Mondino ottenne dal consiglio di Facoltà di farsela assegnare in qualità di supplente, e contestualmente smise di dirigere il laboratorio di istologia. Nel 1896 la Facoltà di medicina di Palermo decretò definitivamente che l'insegnamento della psichiatria fosse dato a Mondino, sebbene si fossero levate le proteste degli psichiatri italiani; il ministero della pubblica istruzione, grazie all'intervento di Golgi, confermò la decisione della Facoltà medica palermitana. In quegli anni, Mondino concepì l'ipotesi che, basandosi sulla struttura fibrillare della cellula nervosa, aveva l'obiettivo di accordare il modello reticolare diffuso — ideato da Golgi — con la teoria neuronale elaborata da Santiago Ramón y Cajal; si occupò, inoltre, di psichiatria forense, sia dal punto di vista accademico-scientifico — importante fu un lavoro sperimentale suo e di Girolamo Mirto — sia come perito in tribunale.
Nel 1898, in seguito a vicende legali Antigono Raggi fu destituito dalla cattedra di psichiatria e clinica psichiatrica all'Università di Pavia e Golgi fece in modo che la ottenesse Mondino. Quest'ultimo, divenuto altresì direttore della clinica psichiatrica pavese, propose di creare un istituto nevrapatologico; Golgi, in veste di senatore del Regno d'Italia, sostenne l'idea nel luglio 1900 con Nicolò Gallo, allora ministro della pubblica istruzione. All'istituto venne così dato il nome, con delibera ministeriale, dello stesso Mondino, che divenne professore emerito dell'Università di Palermo nell'anno accademico 1902-1903.
Uomo dal carattere prepotente, arrogante e rancoroso, tra il 1904 e il 1905 Mondino ebbe uno scontro molto brusco con il collega Gioele Filomusi Guelfi. A partire da questo episodio, Golgi cercò di affiancargli prima Antonio Pensa ed Eugenio Medea — che rifiutarono — e poi Ottorino Rossi e Guido Sala.
Nel 1921 Mondino insieme ad Achille Monti, entrambi ex allievi di Golgi, proposero di unire l'insegnamento di patologia generale con quello di anatomia patologica, provocando la netta resistenza del loro comune maestro; la proposta venne poi rifiutata dal ministero della pubblica istruzione.
Con il peggioramento della salute a partire dal 1920, Mondino richiese un congedo per malattia; nonostante ciò, nell'anno accademico 1922-1923 venne nominato membro della Regia accademia di scienze, lettere ed arti di Palermo.

## Opere
- Casimiro Mondino, Ricerche macro e microscopiche sui centri nervosi, Torino, 1887.
- Casimiro Mondino, Lezioni di anatomia generale e di tecnica per la microscopia, 1893.
- Casimiro Mondino, Sulle condizioni odierne della psichiatria, Pavia, Tipografia cooperativa, 1899.